# 미사키 아야메
미사키 아야메(일본어: 水崎 綾女, 1989년 4월 26일~)는 일본의 배우이다.

## 출연작

### TV드라마
- 길상 천녀 (TV 아사히, 2006) - 오노 진리 역
- 큐티하니 THE LIVE (도쿄, 2007~2008) - 사오토메 미키 역
- 고스트프렌즈 (NHK, 2009) - 아오야마 미쿠 역
- 사루 락 1화 (YTV, 2009)
- 재생의 마을 (NHK, 2009) - 타키 마유미 역
- Xmas의 기적 (Tokai TV, 2009) - 마쓰이 히토미 역
- 영능력자 오다기리 쿄코의 거짓 1화, 5화 (TV 아사히, 2010) - 카와카미 치나츠 역
- 수의사 두리틀 (TBS, 2010)
- 내가 연애할 수 없는 이유 2,3화 (후지 TV, 2011) - 멕 역
- 검은 고양이 루시 (KBS, 2012) - 카오리 역
- 특명전대 고버스터즈 (TV 아사히, 2012~2013) - 이스케이프 역
- 닥터스: 최강의 명의 6화, 7화 (TV 아사히, 2013)
- 살인 여왕벌 6화 (TV 도쿄, 2013) - 레이코 역
- 태양의 함정 (NHK, 2013)
- 후쿠이에 경보부의 인사 1화 (Fuji TV, 2014) - 오오 카나코 역
- 세 마리 아저씨 5화 (TV 도쿄, 2014) - 토미 쥰코 역
- 도망치는 여자 (NHK, 2016) - 마츠오 유카 역
- 해저의 너에게 (NHK, 2016)
- 아리스 인 보더랜드 (NETFLIX, 2020) - 시부키 사오리 역

### 영화
- 우리에게 내일은 없다 (2008)
- 해프닝 (2008) - 니시무라 마유미 역
- 유다 (2012) - 나카타 에리카 역
- 특명전대 고버스터즈 VS 해적전대 고카이저 THE MOVIE (2013) - 이스케이프 역
- 진 토끼-야생의 투패 (2013) - 스노우 레오파드 역
- 수전전대 쿄류저 VS 특명전대 고버스터즈 공룡 대결전! 안녕히 영원한 친구여 (2014) - 이스케이프 역
- 미녀파이터: 그녀들의 전쟁 (2014) - 미코 역
- 허니 플래퍼즈 (2014)
- 진격의 거인 (2015) - 히아나 역
- HK 변태가면 ABNORMAL CRISIS (2016) - 시이나 역
- 빛나는 (2017) - 오자키 미사코 역